# Lämmlisbrunnenstrasse 4
Das Wohn- und Geschäftshaus Lämmlisbrunnenstrasse 4 in der Schweizer Stadt St. Gallen ist ein städtebaulich bedeutendes Baudenkmal. Der Kopfbau bildet mit der Hauszeile Linsebühlstrasse 9–11 einen Gebäudekomplex, der 1902 von Fritz Wagner im Stil des Historismus entworfen wurde.

## Lage
Der Hauskomplex mit seinem «markanten» Kopfbau steht auf einer spitzwinkligen Fläche an der Kreuzung Burggraben, Linsebühl- und Lämmlisbrunnenstrasse. Das Gebiet gehört zur historischen Vorstadt, die seit dem Beginn des 20. Jahrhunderts überbaut wurde. Benachbart sind weitere bedeutende Wohnhauskomplexe, die zwischen 1903 und 1905 errichtet wurden.

## Geschichte
Der Komplex wurde 1902 vom Architekten Fritz Wagner (1872–1916) für die Bauherren M. Goeggel (Confiseur) und C. Osterwalder errichtet. Er gehört zur frühen Überbauung des Linsebühlquartiers. Nach Abbruch des ehemaligen Spisertors 1879 kam es Ende des 19. und Anfang des 20. Jahrhunderts in St. Gallen zu einem grossstädtischen Aufbruch. Das Bauwerk nimmt eine «bedeutende und prägnante, städtebauliche Position» ein und wurde wegen seiner «architektonischen Qualität» und seines «hervorragenden Dekors» in das «Inventar der schützenswerten Bauten» der Stadt aufgenommen. Es wird weiterhin als Wohn- und Geschäftshaus genutzt.

## Beschreibung
Der fünfgeschossige Komplex wurde aus hellem Stein mit kleinen Partien in Sichtbackstein gefertigt. Zum Dekor gehören gotisierende Steinhauerarbeiten, die zum Teil Ansätze des Jugendstils zeigen. Das Sockelgeschoss mit den Ladenzonen wurde mit gedrückten Rundbogenöffnungen grosszügig und repräsentativ ausgeführt. Gotisierende Giebel verstärken den schmalen und «hochgezogenen» Entwurf, der durch den spitzwinkligen Grundriss bedingt ist.
Das Gebäude hat einen guten Erhaltungszustand, aber ein Teil seiner ursprünglichen Wirkung ging durch Korrektur der unregelmässigen Fensterzuschnitte und den Einbau von Standardfenstern und Rollläden verloren. Die Innenräume wurden nicht bewertet.

## Belege
1. 1 2 3 4  Denkmalpflege der Stadt St. Gallen: Lämmlisbrunnenstrasse 4. In: Bauinventar online; abgerufen am 17. Juli 2025.

Koordinaten: 47° 25′ 28,2″ N, 9° 22′ 49,2″ O; CH1903: 746496 / 254444